# Jana Šemjakinová
Jana Volodymyrivna Šemjakinová (* 5. ledna 1986 Lvov, Sovětský svaz) je ukrajinská sportovní šermířka, která se specializuje na šerm kordem.
Ukrajinu reprezentuje od prvního desetiletí jednadvacátého století. Na olympijských hrách startovala v roce 2008, 2012 a 2016 v soutěži jednotlivkyň a družstev. V soutěži jednotlivkyň získala na olympijských hrách 2012 zlatou olympijskou medaili. V roce 2014 obsadila třetí místo na mistrovství světa a v roce 2005 získala titul mistryně Evropy v soutěži jednotlivkyň. S ukrajinským družstvem kordistek vybojovala v roce 2015 třetí místo na mistrovství světa a v roce 2005 třetí místo na mistrovství Evropy.